# La verga della sapienza
La verga della sapienza o La vendetta del dottor Nikola (titolo originale: A Bid for Fortune: or, Dr Nikola's Vendetta) è un romanzo di avventura dello scrittore australiano Guy Boothby pubblicato nel 1895. Il libro, pubblicato per la prima volta a puntate su The Windsor Magazine, segna la prima apparizione del personaggio del dottor Antonio Nikola. La narrazione del libro è accompagnata dalle illustrazioni di Stanley Wood, che raffigurano i momenti salienti del romanzo.
In Italia il romanzo è stato pubblicato per la prima volta nell'aprile 1903 con il titolo La verga della sapienza come primo numero della collana "Romanzo Mensile" edita dal Corriere della Sera.

## Trama
Il romanzo si apre con un prologo ambientato presso un ristorante di Londra, dove quattro ospiti si riuniscono a cena. Al termine del pasto uno di loro, il dottor Antonio Nikola, domanda agli altri tre se essi abbiano svolto le missioni di cui li aveva precedentemente incaricati. Ricevuta una risposta affermativa da parte di tutti e tre, Nikola fornisce loro nuove istruzioni e li congeda.
Da questo momento il romanzo sarà interamente narrato in prima persona dal protagonista, un giovane marinaio australiano di nome Richard Hatteras. Rimasto orfano a pochi mesi di vita, Dick Hatteras ha trascorso la sua esistenza in mare e in giro per il mondo, prendendo parte a varie mansioni come il commerciante di perle e il marinaio. Avendo racimolato una discreta somma di denaro, Dick trascorre una settimana di vacanza a Sydney e qui fa la conoscenza di Phyllis Wetherell, la figlia del Segretario delle Colonie. Dick si imbatte nella ragazza proprio mentre un gruppetto di teppisti tenta di rapinarla; il marinaio difende Phyllis e lei gli è subito riconoscente. Tre giorni dopo i due giovani si incontrano casualmente sul piroscafo diretto a Londra e hanno maggiore occasione di conoscersi l'uno dell'altra e di dichiararsi l'amore reciproco. Il padre della ragazza, però, si oppone all'idea che la figlia possa unirsi in matrimonio con un umile marinaio e intima a Dick di starle lontano.
A Londra Dick fa la conoscenza di un uomo singolare, che si rivela in grado di compiere alcuni trucchi di magia come la lettura del pensiero e di utilizzare gli specchi d'acqua per osservare ciò che accade altrove. Inoltre, durante il suo soggiorno nella capitale inglese Dick frequenta Phyllis di nascosto dal padre di lei, finché un giorno il signor Wetherell non impone una brusca ripartenza per l'Australia senza addurre alcuna spiegazione.
Dick intende dunque portare a compimento la ragione per cui aveva raggiunto Londra, vale a dire incontrare l'unico familiare vivente di cui ha notizie: suo zio paterno William Hatteras, un uomo ormai caduto finanziariamente in rovina che alloggia in un decadente castello nello Hampshire. Lo zio William presenta a Dick sua cugina Gwendoline, la quale presenta una imprecisata malattia che le impedisce di essere autosufficiente. Lo zio William, venuto a sapere che Dick dispone di una discreta cifra di sterline, domanda al nipote un'elargizione in denaro che gli consenta di fornire delle cure a Gwendoline. Dick, offeso per la richiesta, maledice lo zio e si reca a Bournemouth, dove noleggia un panfilo per trascorrere il resto delle ferie in mare.
Durante una delle sue gite in barca Dick si imbatte in un giovane in procinto di annegare; Dick salva la vita del ragazzo e scopre che questi non è altri che il marchese di Beckenham, figlio del duca di Glenbarth. Attraverso Beckenham Dick fa la conoscenza del duca e del tutore del giovane marchese, tale signor Baxter, e si mostra subito diffidente nei confronti di quest'ultimo. Deciso a pedinare il signor Baxter per scoprire maggiori informazioni sul suo conto, Dick viene a sapere che Baxter è alle dipendenze dello stesso uomo che a Londra gli aveva mostrato alcuni trucchi di magia, il dottor Nikola, e inizia a sospettare che i due stiano tramando un piano ai danni del marchese e del duca.
Il marchese di Beckenham, su consiglio del signor Baxter e con l'approvazione del duca, organizza un lungo viaggio dall'Inghilterra all'Australia assieme al suo tutore. Dick, timoroso per la sorte di Beckenham, decide di unirsi al ragazzo, tuttavia il dottor Nikola riesce a impedirglielo: una sera Nikola raggiunge Dick, lo ipnotizza e lo porta a perdere i sensi per tre giorni, così da prevenire la sua partenza. Una volta tornato in sé, Dick si affretta a raggiungere Beckenham e Baxter a Napoli, da cui proseguirà il viaggio assieme a loro. Una volta sbarcati a Porto Said, Dick e Beckenham si apprestano a fare un giro per le strade della città, ma alcuni malintenzionati li rapiscono e li rinchiudono in una stanza buia di cui non conoscono l'ubicazione. Dopo tre settimane di prigionia, Dick e Beckenham vengono liberati dai loro carcerieri, fra i quali figura anche il dottor Nikola, e si rimettono subito in viaggio per l'Australia.
Giunti finalmente a Sydney Dick e Beckenham apprendono dai giornali che, durante la loro prigionia, un sosia del marchese di Beckenham si è spacciato per lui e ha chiesto la mano della giovane Phyllis Wetherell. Dick accorre dal signor Wetherell e lo informa del complotto di Nikola; Wetherell, nell'udire il nome di Nikola, viene colto da una forte angoscia e decide di raggiungere immediatamente il Palazzo del Governo, dove Phyllis sta ballando con il marchese fasullo. Al suo arrivo Wetherell scopre che Phyllis e l'impostore sono spariti.
Wetherell riceve una lettera da parte di Nikola, il quale esige una certa somma di denaro e un bastoncino di cui Wetherell è in possesso in cambio della liberazione di Phyllis. Wetherell e Dick tentano di buggerare Nikola con una trappola, così da liberare Phyllis senza darla vinta al criminale, tuttavia Nikola si rivela più astuto e riesce a sottrarsi all'inganno. In risposta al tentativo di Wetherell, Nikola invia al suo nemico una seconda lettera nella quale lo informa che la somma del suo riscatto è aumentata.
Dick indaga su Nikola e sui suoi scagnozzi e viene a sapere che Phyllis è stata imprigionata sull'isola di Pipa Lannu. Lui, Wetherell e Beckenham organizzano quindi un attacco furtivo sull'isola di Pipa Lannu così da liberare la ragazza. Nel frattempo il signor Wetherell ha rivalutato DIck e il ragazzo ne approfitta per domandare a Wetherell l'approvazione per chiedere la mano di Phyllis, al che Wetherell accetta. Durante il viaggio per Pipa Lannu Wetherell racconta come si è impossessato del bastoncino che Nikola gli aveva richiesto nella lettera: ai tempi in cui professava come avvocato, Wetherell aveva ricevuto il bastoncino da un tale China Pete come compenso per averlo difeso in tribunale. China Pete glielo aveva descritto come 'l'oggetto di maggior valore sulla faccia della Terra', benché Wetherell non fosse riuscito a comprenderne il motivo. In seguito Nikola aveva tentato prima di acquistare e di rubare il bastoncino dal signor Wetherell, fallendo ogni volta.
Al loro arrivo su Pipa Lannu, Dick e gli altri marinai assoldati per l'impresa riescono a trovare la capanna dove Phyllis è tenuta prigioniera e a liberarla. Durante la loro missione di salvataggio gli uomini di Nikola riescono a rapire Wetherell e a mettere le mani sul famoso bastoncino; ottenuto l'oggetto delle sue macchinazioni, Nikola lascia libero Wetherell sull'isola e abbandona Pipa Lannu.
Il romanzo termina con le nozze di Dick, il quale nel frattempo ha ereditato dallo zio William, recentemente defunto, un titolo nobiliare, e Phyllis, la quale riceve una splendida e preziosa collana in dono dal dottor Nikola, come gesto di scusa per averla rapita e sequestrata su Pipa Lannu.